# Cimetière Mount Pleasant
Le cimetière Mount Pleasant est un cimetière et un espace vert historique de la ville de Toronto, au Canada. Inauguré en 1876, il a été conçu par le jardinier paysagiste H. A. Engelhardt. Y reposent nombre de personnalités et familles canadiennes célèbres, dont le premier ministre William Lyon Mackenzie King, le pianiste Glenn Gould, Timothy Eaton, la chirurgienne Jennie Smillie Robertson, George Weston , Foster Hewitt ainsi que le medecin chercheur Frédérik Banting, qui a découvert l'insuline.